# Spinimegopis cingalensis
Spinimegopis cingalensis – gatunek chrząszcza z rodziny kózkowatych i podrodziny dylążowych (Prioninae).

## Taksonomia
Gatunek ten został opisany w 1853 roku przez J. White'a jako Aegosoma cingalensis. W 1909 roku Auguste A. L. Lameere umieścił go w podrodzaju Baralipton, a w 2003 roku Alain Drumont w rodzaju Megopis bez wskazania podrodzaju i przy wyznaczeniu lektotypu i paralektotypu. Do rodzaju Spinimegopis przeniesiony został w 2007 roku przez Ziro Komiyę i Alaina Drumonta wraz z redeskrypcją. W obrębie tego rodzaju należy wraz S. mediocostata i S. morettoi do grupy gatunków Spinimegopis cingalensis-gruop.

## Opis
Ciało smukłe, brązowe z ciemniejszym brzegiem pokryw, długości u samicy od 29 do 41,5 mm, a u samca od 24 do 45,5 mm. Owłosienie głowy, przedplecza, tarczki i pokryw długie, żółtawobrązowe, a reszty ciała krótkie i gęste. Głowa nieco dłuższa niż szeroka, rzadko granulowana. Czułki samca długie i smukłe, a samicy krótsze. Przedplecze długie, silnie zwężone z przodu i nieco zwężone z tyłu, najszersze na wysokości środkowych kolców. Kolców wierzchołkowych brak, środkowe ostre, a nasadowe małe, tępe i zakrzywione ku górze. Tarczka języczkowata z wyraźną bruzdą środkową. Pokrywy z granulowaniem, szczególnie widocznym na costae. Odnóża z drobnym garanulowaniem na udach i goleniach oraz grzbietowym rowkiem na goleniach. U samic krótsze ze smuklejszymi udami.

## Biologia i ekologia
Do roślin żywicielskich larw należą Acacia melanoxylon, Alsodaphne semecarpfolia,
Eucalyptus blobulus, Michelia nilagirica, Rhododendron arboreum, Semecarpus thwaitesi.

## Rozprzestrzenienie
Gatunek endemiczny dla Sri Lanki.